# Gran Paradiso
Gran Paradiso (fr. Grand Paradis) – czterowierzchołkowy szczyt w Alpach Graickich we Włoszech o wysokości 4061 m n.p.m. Położony w regionie Dolina Aosty w pobliżu Masywu Mont Blanc w Parku Narodowym Gran Paradiso.
Uważa się, że pierwotna nazwa szczytu, wywodząca się z miejscowego dialektu, brzmiała Granta Parei - czyli "Wielka Ściana" i dopiero z czasem przekształciła się w obecną "Gran Paradiso".
Pierwszymi zdobywcami szczytu byli 4 września 1860 r. brytyjscy wspinacze John Jermyn Cowell i William Dundas, prowadzeni przez przewodników z Chamonix: M.-A. Payota i Jeana Tairraz. Droga pierwszych zdobywców wiodła mniej więcej tak, jak dzisiejsza droga normalna. Pomimo kalendarzowego lata warunki były wówczas zimowe, a Payot doznał poważnych odmrożeń podczas wyrąbywania na podszczytowych polach lodowych 1275 stopni dla swoich klientów.
Obecnie skala trudności ocenia drogę na szczyt jako F+ lub PD-, wiedzie ona w głównej mierze przez lodowiec, rzadko poprzecinany szczelinami. Ostatnie 60 metrów stanowi eksponowane przejście z elementami wspinaczki mikstowej ocenianej na I i II w skali UIAA. Wierzchołek główny jest najbardziej wysunięty na północ i znajduje się około 15 minut wspinaczki od wierzchołka "Madonna". Dogodnym punktem wyjścia na szczyt jest schronisko turystyczne Rifugio Vittorio Emanuele II lub Rifugio Chabod.
Wierzchołki Gran Paradiso:
- Il Roc (wschodni) - 4026 m
- środkowy - 4015 m
- Madonna - 4052 m
- główny - 4061 m

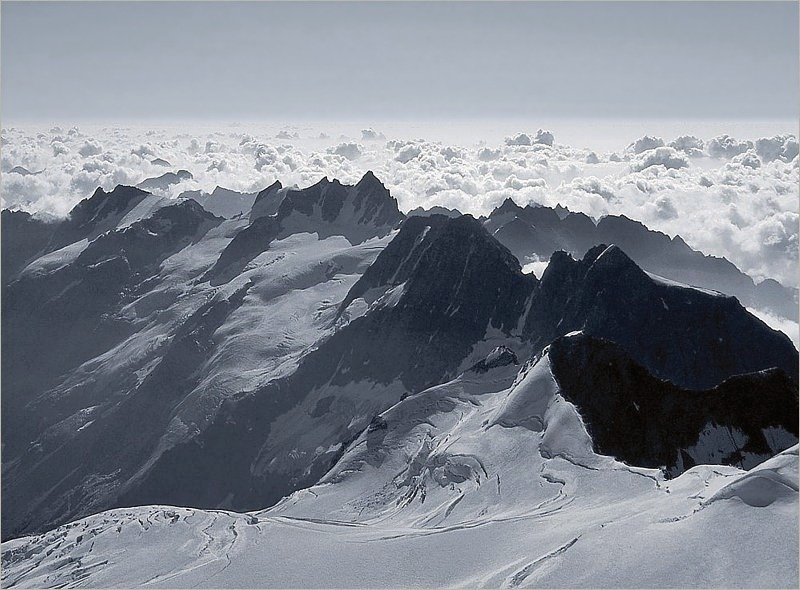
Widok ze szczytu
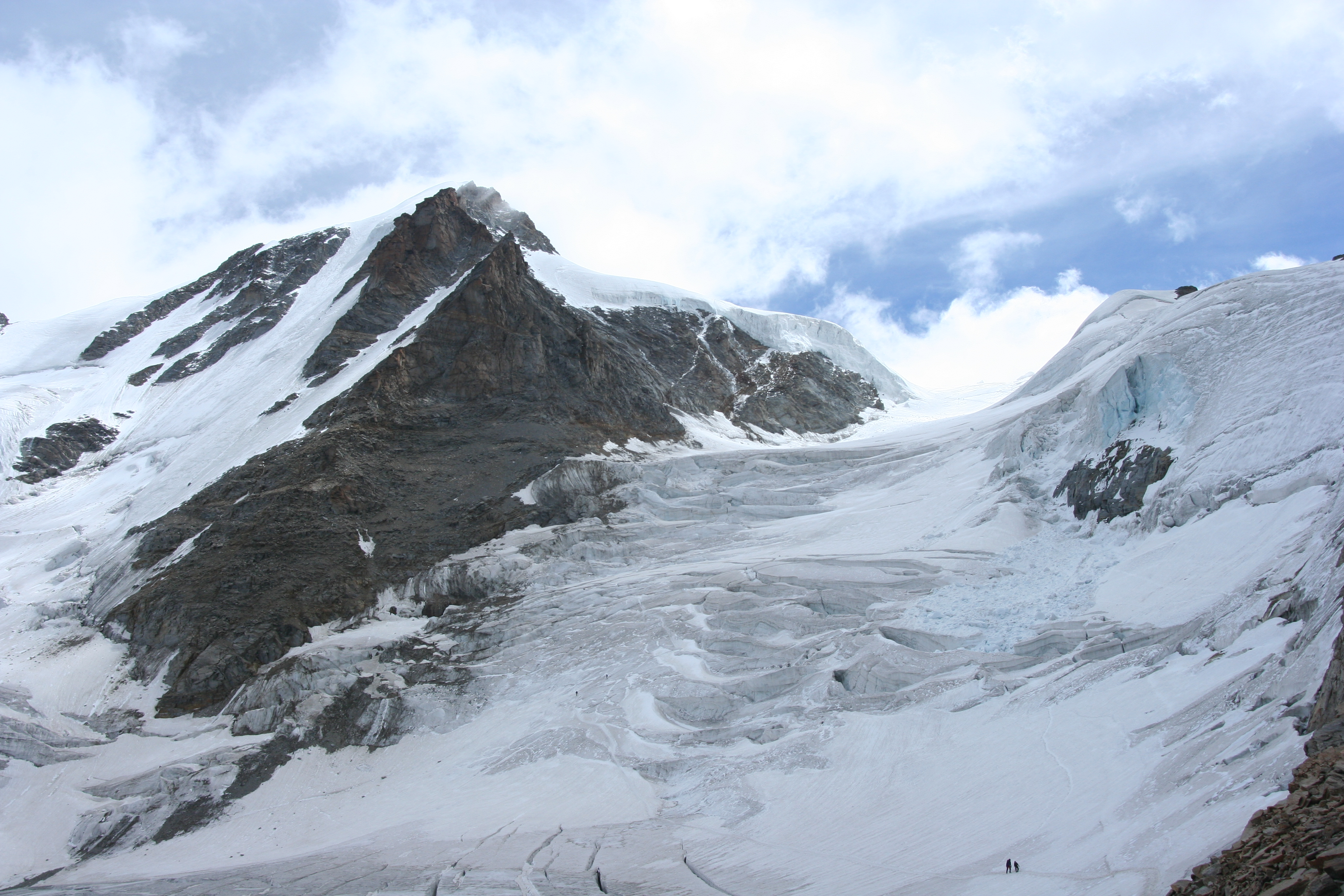
Gran Paradiso
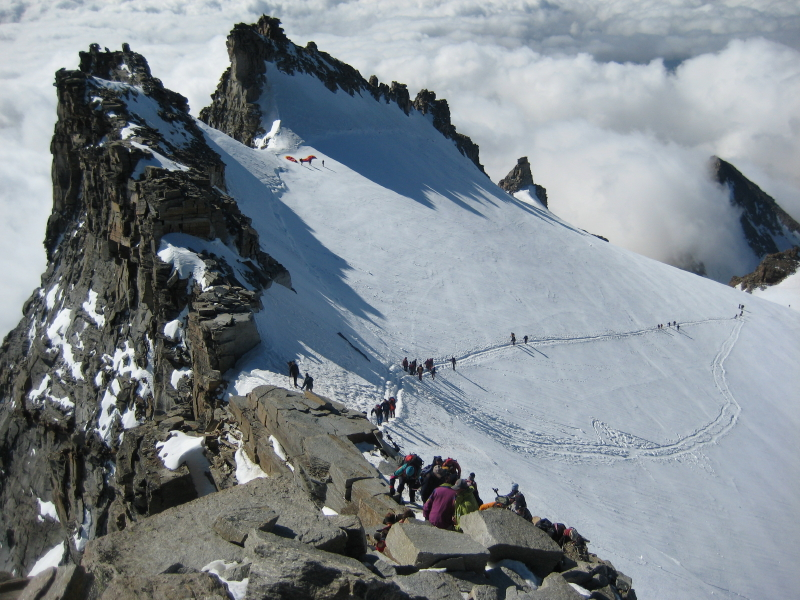
Widok z wierzchołka "Madonna" na środkowy (4015 m) i wschodni (4026 m) wierzchołek